# Eiler Rasmussen Eilersen
Eiler Rasmussen Eilersen (n. 1 martie 1827, Svanninge Parish⁠(d), regiunea Syddanmark, Danemarca – d. 24 aprilie 1912, Copenhaga, Danemarca) a fost un pictor peisagist danez.

## Biografie
Rasmussen Eilersen s-a născut la Østerby, Municipiul Faaborg-Midtfyn, Danemarca. Tatăl său, Rasmus Eilersen (1788-1869), a fost fermier și conetabil parohial local.
Ca mulți alți viitori artiști, a manifestat de timpuriu o afinitate pentru desen. Odată ce s-a hotărât să urmeze o carieră de artist, a obținut sprijinul lui Preben Bille-Brahe (1773-1857), un latifundiar și filantrop local, care a fost numit ulterior consilier privat regal. Fiul lui Bille-Brahe, Christian Bille-Brahe (1819-1899), care avea să devină funcționar guvernamental, a fost un important mecena al operei lui Eilersen.
A luat primele lecții la Faaborg, apoi, în 1847, a plecat la Copenhaga pentru a-și urma planurile de a deveni pictor peisagist. Declanșarea Primului Război din Schleswig i-a întrerupt însă planurile, când a fost recrutat în armată. A servit timp de doi ani, apoi și-a reluat studiile. A început să expună aproape imediat, sub numele de „Rasmussen”.
În 1858, după multe eforturi, Academia Regală Daneză de Arte Frumoase i-a acordat o bursă de călătorie. Aceasta le-a permis lui și soției sale să viziteze Parisul, Pirineii și Elveția. În 1871, a devenit membru al Academiei. A participat la numeroase expoziții în străinătate, inclusiv Expoziția Universală (1889).

## Viața personală
În 1856 s-a căsătorit cu Eleanor Vinning (1825–1899), pe care a întâlnit-o la Faaborg. A murit la Copenhaga în 1912.